# مورد
مورد (نام علمی: Myrtus communis) نام یک گونه از سرده مورد است.
گیاه مورد از جمله گیاهان نادری است که به شکل گونه خاصی در مناطق محدودی در ایران و جهان وجود دارد. درختچه‌های کوچکی که ارتفاع آن‌ها در شرایط عادی بین ۱ تا ۳ متر می‌رسد. از مشخصات آن می‌توان به برگ‌های همیشه سبز، پایا، برگ‌ها متقابل، ساده، نوک تیز، بدون تار و دندانه، چرمی به رنگ سبز تیره، و بویی معطر اشاره کرد.

## نگارخانه

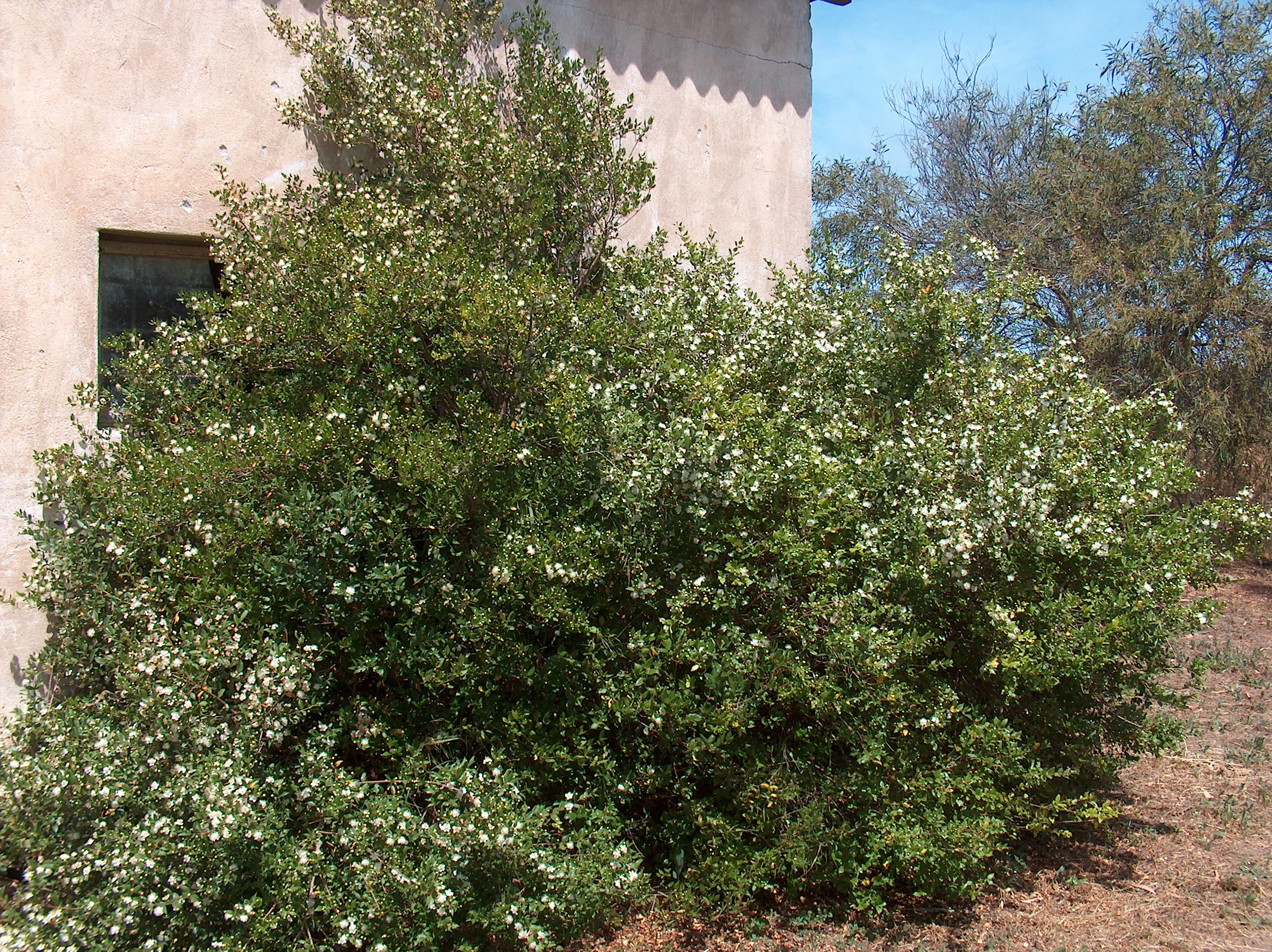
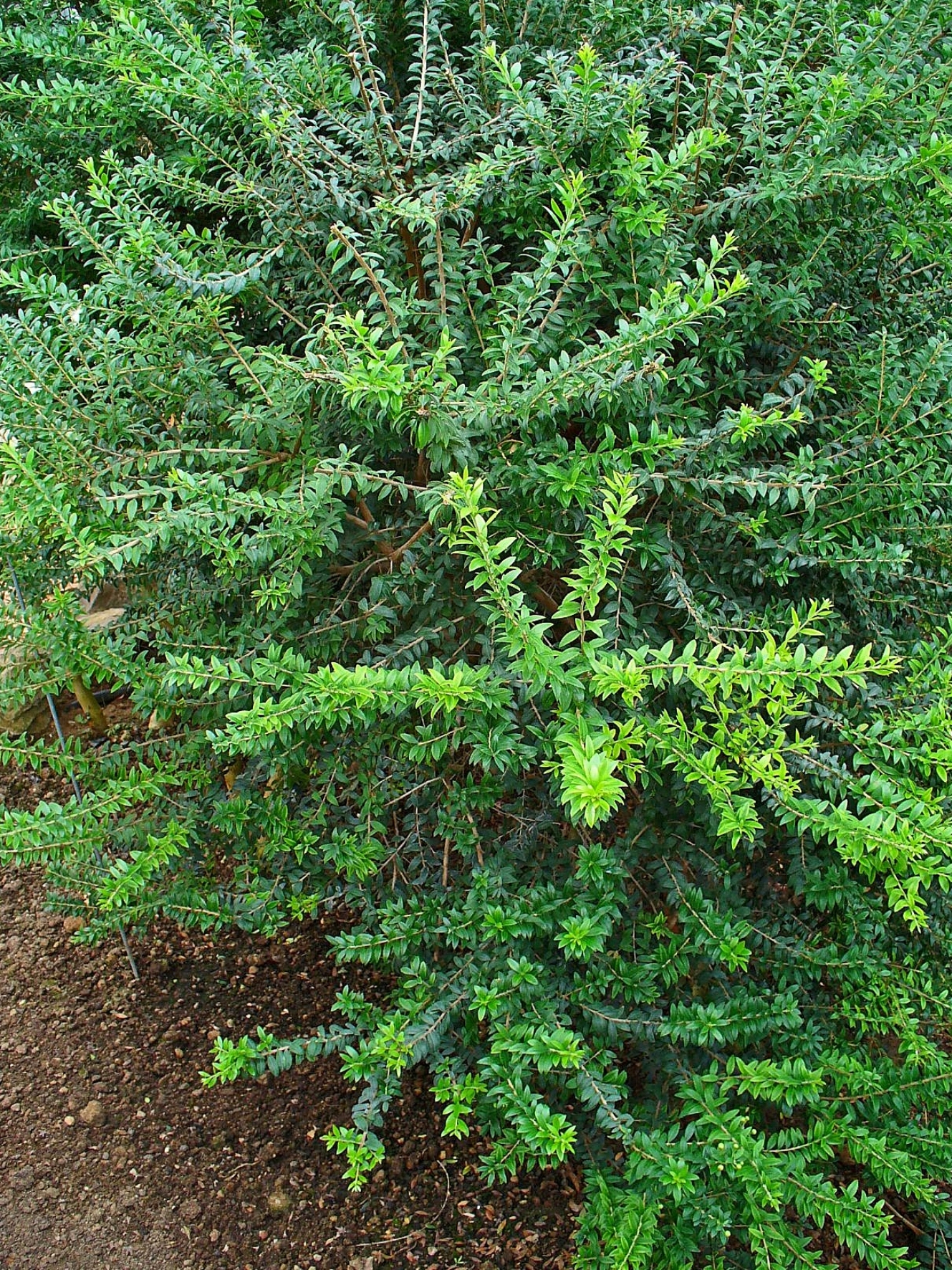
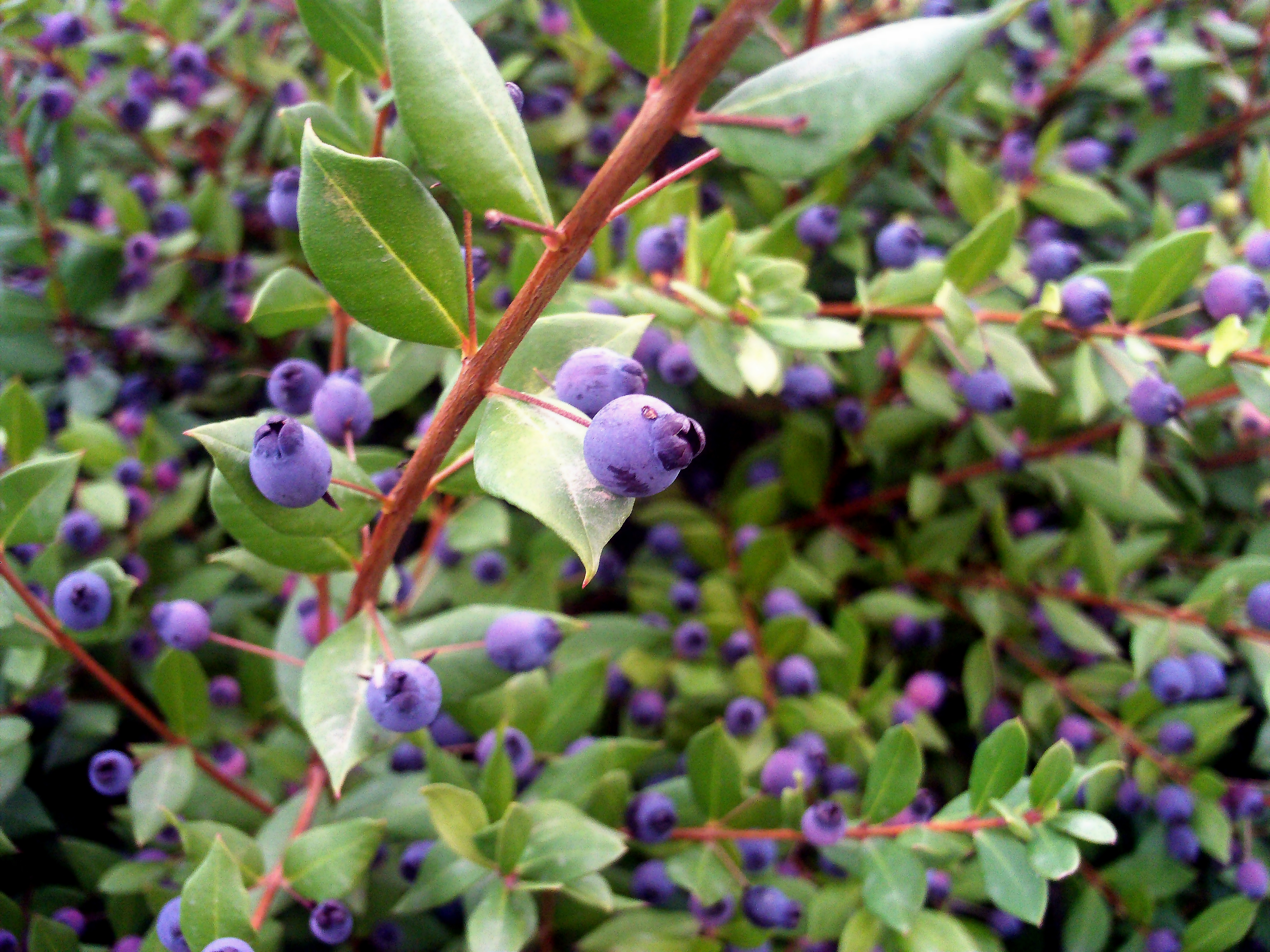
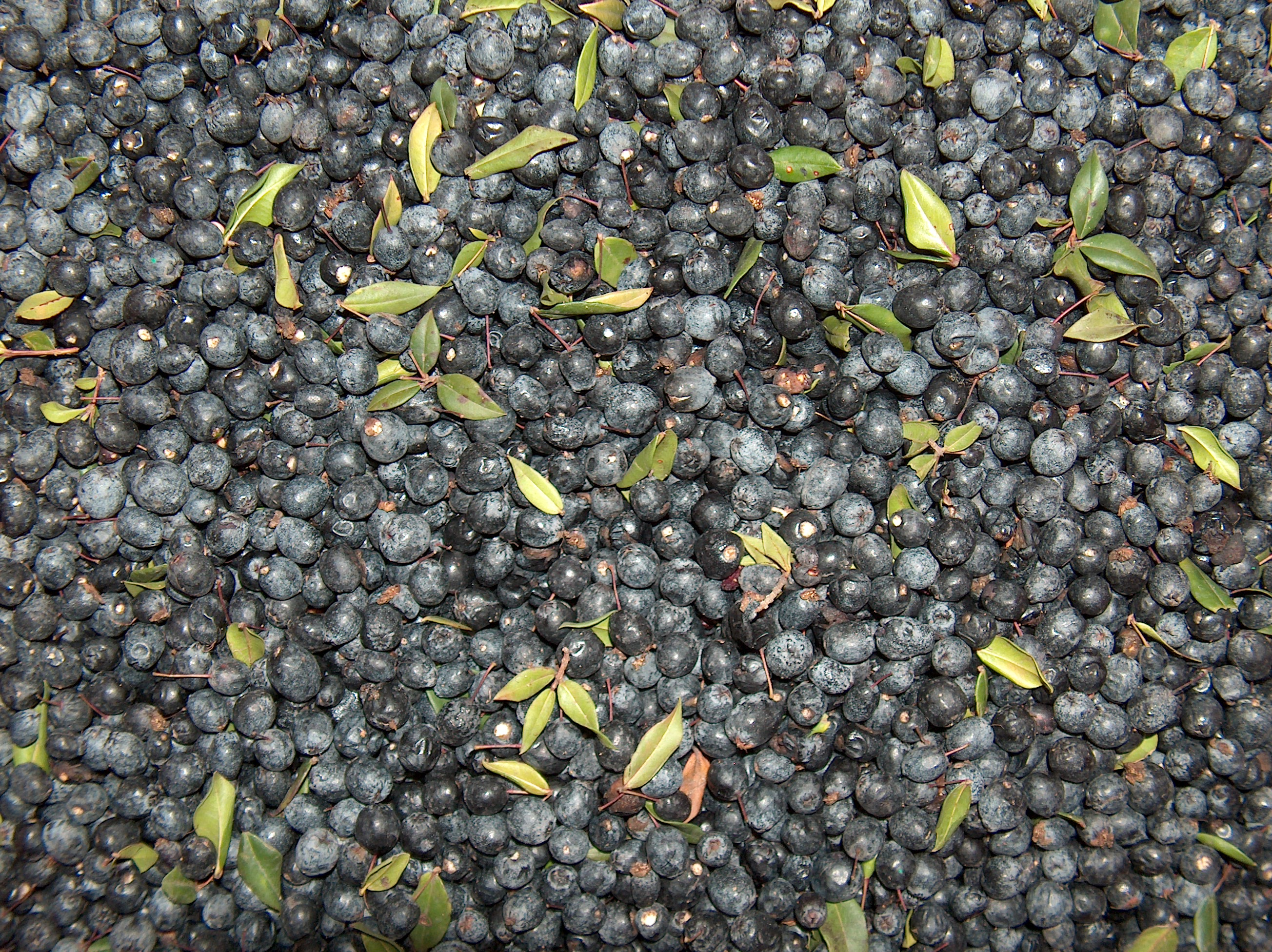